# Премія «Люм'єр» за найкращий іноземний фільм
Премія «Люм'єр» за найкращий іноземний фільм (фр. Prix Lumières du meilleur film étranger) одна з премій, яку присуджувала французька Академія «Люм'єр» (фр. Académie des Lumières) з 1996 по 2002 рік.

## Переможці
Нижче наведено список лауреатів премії.
| Церемонія      | Переможець                                     | Режисер(и)       | Країна                                          |
| -------------- | ---------------------------------------------- | ---------------- | ----------------------------------------------- |
| 29 січня 1996  | Андеґраунд (1995)                              | Емір Кустуріца   | Німеччина Франція Угорщина Сербія та Чорногорія |
| 13 лютого 1997 | Листоноша / Il Postino (1994)                  | Майкл Редфорд    | Італія                                          |
| 15 грудня 1998 | Справа — труба (фільм) / Brassed Off (1996)    | Марк Герман      | Велика Британія                                 |
| 16 січня 1999  | Життя прекрасне / La vita è bella (1997)       | Роберто Беніньї  | Італія                                          |
| 29 січня 2000  | Все про мою матір / Todo sobre mi madre (1999) | Педро Альмодовар | Іспанія                                         |
| 24 січня 2001  | Краса по-американськи / American Beauty (2000) | Сем Мендес       | США                                             |
| 25 лютого 2002 | Біллі Елліот / Billy Elliot (2001)             | Стівен Долдрі    | Велика Британія                                 |